# Hendrik Kramers
Hendrik Anthony "Hans" Kramers, född 2 februari 1894 i Rotterdam, död 24 april 1952, var en nederländsk fysiker. 
Henrik Kramers blev filosofie doktor vid universitetet i Leiden 1919. 1916–1926 arbetade han för Niels Bohr i Köpenhamn som assistent och universitetslektor. Kramers var 1926-1934 professor i teoretisk fysik vid Utrechts universitet och från 1934 vid universitetet i Leiden.
1924 samarbetade han med Niels Bohr och John C. Slater för att skapa BKS-teorin (efter upphovsmännen Bohr, Kramers och Slater), vilket var en av de sista insatserna inom "den gamla kvantteorin" och som inspirerade Werner Heisenberg att skapa den fullständiga kvantmekaniska teorin.
Kramers tilldelades Lorentzmedaljen 1947. Han invaldes 1951 som utländsk ledamot av svenska Vetenskapsakademien. 